# Прорыв обороны
Прорыв обороны или просто прорыв — один из способов ведения наступления против подготовленной оборонительной полосы, занятой войсками противника, суть которого заключается в создании брешей в его оборонительных порядках и использования их для продвижения в стороны флангов и тыла.
Прорыв обороны применяется в тех ситуациях, когда нет возможности совершить обходной манёвр, а оборона неприятеля не имеет открытых флангов. Реализация прорыва обычно сводится ко взламыванию всей глубины оборонительных линий противника на избранных направлениях с одновременным расширением участков прорыва в стороны флангов.

## Исторические ремарки
Понимание необходимости прорыва впервые было осознано в период русско-японской войны 1904—1905 годов, в связи с появлением сплошных фронтов протяжённостью около 150 км. Отсутствие теоретической базы в те времена не позволило ни одной стороне конфликта успешно организовать действия по прорыву вражеских оборонительных линий. Переход Первой мировой войны в позиционную форму также показал неподготовленность существующих военных теорий к успешной реализации идей прорыва, однако, в 1916 году русским войскам удалось осуществить удачный прорыв позиций германских и австро-венгерских войск в ходе наступления Юго-Западного фронта (см. Брусиловский прорыв), а к 1918 году немецкая армия сумела прорвать западный фронт, в ходе весеннего наступления.
Брусиловский прорыв является предтечей замечательных прорывов, осуществленных Красной армией в Великой Отечественной войне.
— М. Галактионов. Предисловие к «Моим воспоминаниям» Брусилова, 1946 г.
Ведение глубокого наступления при осуществлении прорыва лишь на отдельных участках фронта стало возможным благодаря появлению высокомобильных войск, до внедрения которых боевые действия носили преимущественно позиционный характер.
Во время Первой мировой войны и Второй мировой войны наступление подразделяли на две фазы: прорыв и  действия войск (сил) в тактической и оперативной глубине обороны противника. При прорыве обороны противника войска (силы) вынуждены были продвигаться в плотных, компактных построениях и наносить преимущественно фронтальные удары, поскольку совершение охватов и обходов при преодолении сплошной позиционной обороны противника было невозможно. При действиях же в тактической и оперативной глубине возможности для осуществления войскового манёвра существенно возрастали, поскольку  наступающим формированиям обычно противостояла лишь очаговая оборона противника и, используя промежутки в его боевом построении, они широко применяли обходы, охваты и манёвр на окружение противника.
В современных условиях, как показывает опыт локальных войн и конфликтов, снижается значение прорыва. Это связано, в частности, с тем, что из-за внезапности развязывания войны обороняющаяся сторона обычно сразу попадает в тяжёлые условия и в ряде случаев не успевает даже занять заранее подготовленные позиции. Поэтому наступление, как это было во время, например, Шестидневной войны 1967 г., Войны судного дня 1973 г., Ливанской войны 1982 г., операции «Буря в пустыне» в 1991 г., вторжение коалиционных сил в Ирак в 2003 г. начиналось не с прорыва, а с манёвренных действий — глубоких и стремительных рейдов танковых, механизированных и моторизованных формирований в сочетании с охватами, обходами и высадкой в тыл противнику воздушных десантов.